# Mỏ Vàng
Mỏ Vàng là một xã thuộc huyện Văn Yên, tỉnh Yên Bái, Việt Nam.

## Địa lý
Xã Mỏ Vàng nằm ở phía tây của huyện Văn Yên, cách trung tâm huyện 30 km, có vị trí địa lý:
- Phía bắc giáp xã Đại Sơn
- Phía nam giáp huyện Văn Chấn và huyện Trấn Yên
- Phía đông giáp xã Viễn Sơn
- Phía tây giáp xã Nà Hẩu.

Xã Mỏ Vàng có diện tích 99,55 km², dân số năm 2019 là 4.697 người, mật độ dân số đạt 47 người/km².
Trên địa bàn xã có tuyến đường huyện lộ Mỏ Vàng - An Lương chạy qua địa bàn xã với chiều dài 18 km (đi qua địa phận thôn Gốc Sấu, Khe Ngõa, Thác Cá, Cánh Tiên 1, Cánh Tiên 2, Khe Hóp, Khe Đâm).
Mạng lưới sông, ngòi dày đặc, địa hình phức tạp. Có tuyến Ngòi Thia và Ngòi Thíp chảy qua địa bàn, dẫn đến địa bàn của một số thôn bản bị chia cắt như: thôn Gốc Sấu, Khe Ngõa, Khe Hóp, Khe Lóng 2, Khe Lóng 3.

## Hành chính
Xã Mỏ Vàng được chia thành 11 thôn bản.

## Lịch sử
Trước đây, Mỏ Vàng một xã thuộc huyện Trấn Yên.
Ngày 16 tháng 12 năm 1964, Chính phủ ban hành Quyết định số 177-CP về việc thành lập huyện Văn Yên và điều chỉnh xã Mỏ Vàng thuộc huyện Trấn Yên về huyện Văn Yên quản lý.
Ngày 2 tháng 3 năm 1973, Bộ trưởng Phủ Thủ tướng ra Quyết định số 12-BT, về việc:
- Giải thể xã Xuân Lợi
- Sáp nhập một phần xã Xuân Lợi vào xã Mỏ Vàng.

Ngày 11 tháng 1 năm 1986, Hội đồng Bộ trưởng ban hành Quyết định 03/HĐBT về việc:
- Chia xã Mỏ Vàng thành hai xã là xã Mỏ Vàng và xã Nà Hẩu.
- Xã Mỏ Vàng có diện tích tự nhiên 8.625 hécta.